# Lipotriches whitfieldi
Lipotriches whitfieldi är en biart som först beskrevs av Cockerell 1942.  Lipotriches whitfieldi ingår i släktet Lipotriches och familjen vägbin. Inga underarter finns listade i Catalogue of Life.